# Хиерозавр
Хиерозавр (лат. Hierosaurus, от др.-греч. ἱερόν — храм, священный и σαῦρος [sauros] — ящер, ящерица, буквально: священный ящер) — род динозавров из инфраотряда анкилозавров, живших во времена верхнемеловой эпохе. Род включает в себя единственный вид — Hierosaurus sternbergii.

## История изучения
В 1906 и 1908 годах охотник за ископаемыми Чарльз Хазелиус Штернберг и его сыновья проводили раскопки в юго-западном округе Триго, штат Канзас. В оба года были найдены остеодермы (окостенения) нодозаврид, которые, однако, были приняты за остатки черепах. Зона обнаружения была в 8,05 км к югу от Касл-Рок и в трех милях к югу от Хакберри-Крик. Они продали находки эксперту по черепахам Джорджу Реберу Виланду. Он пожертвовал их Йельскому музею Пибоди. Две пластины 1906 года получили инвентарный номер YPM 55419, а пластины 1908 года — YPM 1847. Виланд вскоре пришел к выводу, что это был анкилозавр.

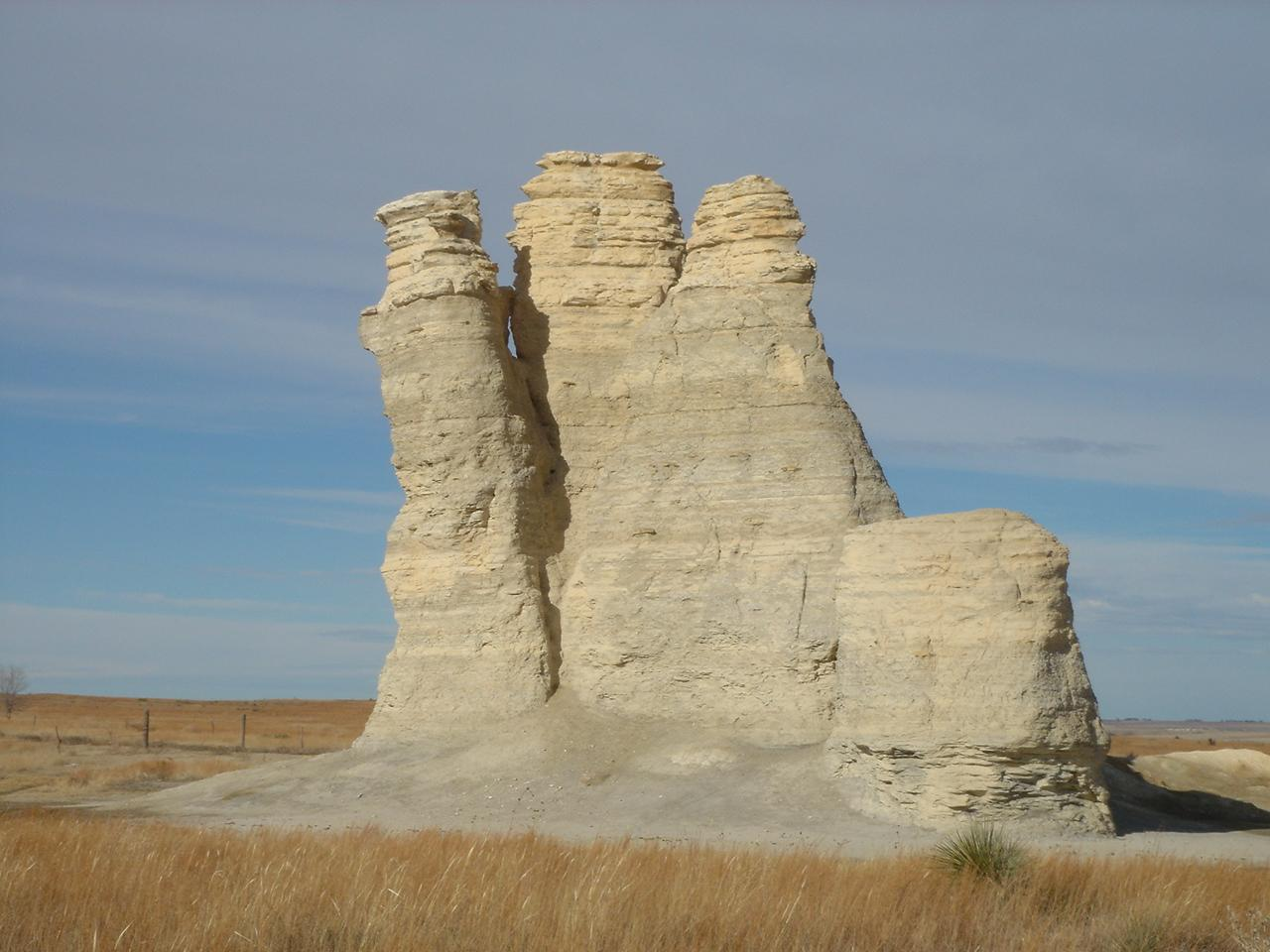
Касл-Рок

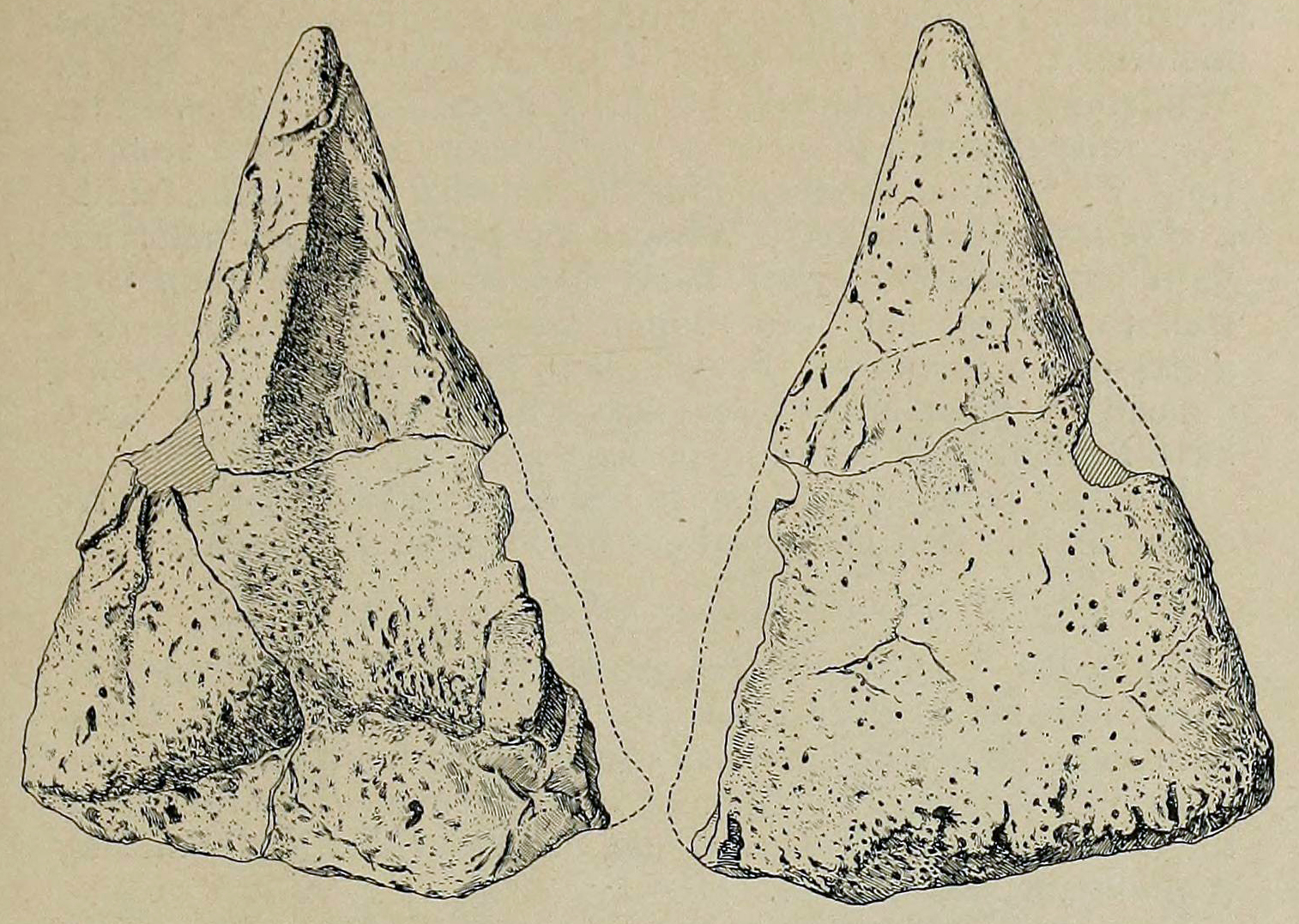
Шипы голотипа

В 1909 году Виланд назвал и описал типовой вид Hierosaurus sternbergii. Родовое название происходит от др.-греч. ἱερόν, что означает «храм», «священный» и, по видимому, ссылается на храмовидное скальное образование Касл-Рок; Виланд не дал этимологии. Видовое обозначение дано в честь Штернберга.
Голотип YPM 1847 был обнаружен в слое зоны Смоки-Хилл формации Ниобара, датируемой поздним коньякским ярусом мелового периода, около 85 млн лет. Он состоит как минимум из 34 пластин в дополнение к фрагментам черепа и рёбрам. Позвонки и фаланги, упомянутые Виландом, были позже потеряны. Элементы черепа включают левую скуловую кость и фрагмент костной стенки. Пластинки включают большие овальные сегменты от второго и третьего шейных позвонков, меньшие остеодермы, а также большую треугольную часть позвоночника. Овальные сегменты имеют довольно высокий слегка асимметрично расположенный киль, который проходит назад в точку, которая нависает над задним краем. Треугольные позвонки плоские. YPM 55419 состоит из двух смежных прямоугольных средних сегментов остеодерм с первой горловиной. Они были описаны Виландом, но подробно не рассмотрены. 
В 1936 году Морис Голдсмит Мель описал второй вид: Hierosaurus coleii, основанный на довольно полном скелете, найденном в той же формации.
В 1978 году Уолтер Престон Кумбс отнёс оба таксона к Nodosaurus, что привело к появлению Nodosaurus sternbergi и Nodosaurus coleii.
В 1995 году Кеннет Карпентер пришел к выводу, что Hierosaurus sternbergi был nomen dubium, так как YPM 1847 малоотличался от других нодозавров. YPM 55419 он считал уникальным по конструкции, но связь с голотипом не была доказана из-за отсутствия связывающих материалов. Он описал отдельный род Niobrarasaurus для H. coleii.
Виланд первоначально отнёс анкилозавридам. Позже было предположено, что это представитель нодозаврид, но теперь его относят напрямую к анкилозаврам из-за недостатка материала. 